# Johannes Erm
Johannes Erm (ur. 26 marca 1998 w Tartu) – estoński dziesięcioboista, olimpijczyk z Tokio 2021 i z Paryża 2024, mistrz Europy.

## Udział w zawodach międzynarodowych
| Impreza              | Rok  | Miejsce   | Wynik         | Wynik |
| Impreza              | Rok  | Miejsce   | dziesięciobój |       |
| -------------------- | ---- | --------- | ------------- | ----- |
| Igrzyska olimpijskie | 2020 | Tokio     | 11            |       |
| Igrzyska olimpijskie | 2024 | Paryż     | 6             |       |
| Mistrzostwa świata   | 2022 | Eugene    | 9             |       |
| Mistrzostwa świata   | 2023 | Budapeszt | 9             |       |
| Mistrzostwa Europy   | 2024 | Rzym      | 01 !          |       |

## Życie prywatne
Mieszka w Tallinnie. Studiował komunikację oraz inżynierię mechaniczną na Uniwersytecie Georgii.